# Дади
Дади́ (рос. Дады, ерз. Дады) — село у складі Атяшевського району Мордовії, Росія. Входить до складу Кіржеманського сільського поселення.
У селі народився Герой Радянського Союзу Єдунов Іван Григорович (1924-1988).

## Населення
Населення — 16 осіб (2010; 22 у 2002).
Національний склад (станом на 2002 рік):
- росіяни — 95 %